# Евксинска камбанка
Евксинската камбанка (Campanula euxina) е многогодишно тревисто растение от семейство Камбанкови, български ендемит. Включен е в Червената книга на България и в Закона за биологичното разнообразие като застрашен вид.

## Описание
Представлява многогодишно тревисто рехаво туфесто растение. Стъблата му са изправени, с височина от 15 до 45 cm. Листата са едрозакръглено назъбени, приосновните – сърцевидни, на дълги дръжки, а стъбловите са почти приседнали. Цветовете му са дребни с 5 до 10, рядко повече, цветните пъпки, които са увиснали. Венчето му е камбанковидно, синьо на цвят. Плодът представлява кожеста кутийка с многобройни тъмнокафяви семена. Цъфти през юли – август, плодоноси – август – септември. Опрашва се от насекоми. Размножава се със семена.

## Разпространение
Евксинската камбанка се среща по варовити скалисти и каменисти места, върху плитки и ерозирани хумусно-карбонатни почви. Участва в състава на отворени ксерофитни растителни съобщества на келяв габър, кавказка копривка, обикновен воден габър, обикновена смрадлика заедно с туфест игловръх, пъстро миризливче, сибирска камбанка и др. Популациите му са с ниска численост и ограничено възобновяване.
Среща се по Франгенското и Провадийското плато, и в района на село Мадара, на височина от 100 до около 500 m.